# Cynorkis villosa
Cynorkis villosa es una especie de orquídea de hábito terrestre de la subfamilia Orchidoideae. Se encuentra en Madagascar.

## Descripción
Es una orquídea de tamaño pequeño que prefiere el clima cálido al fresco. Tiene hábitos terrestres,  con 3 a 5 hojas planas, oblongo-elípticas o elíptico-lanceoladas, caducifolias. Florece en una inflorescencia de 15 a 25 cm de largo, con hasta 36 flores,

## Distribución
Se encuentra en el suroeste de Madagascar, en los barrancos y en los bosques húmedos de elevación media a baja en alturas de 1000 a 1200 metros.

## Sinonimia
- Cynosorchis villosa Rolfe 1905[1][2][3]